# Catarete minuta
Catarete minuta är en tvåvingeart som beskrevs av Jaschhof 2009. Catarete minuta ingår i släktet Catarete, och familjen gallmyggor. Arten är reproducerande i Sverige.